# Любавино
Люба́вино (бел. Любавіна) — бывшая деревня в составе Войниловского сельсовета Чаусского района Могилёвской области Белоруссии. Была расположена в 17 км от города Чаусы, в 28 км от Могилёва, в 9 км от железнодорожной станции Реста. Упразднена 18 марта 2008 года.

## Население
- 2010 год — 0 человек